# Элегия (Массне)
Элегия (фр. Élégie) — произведение французского композитора Жюля Массне, один из наиболее известных образцов музыкального жанра элегии.
Первоначально это сочинение было написано как фортепианная пьеса и вошло в цикл Массне «Жанровые пьесы» 1866 года (Op. 10) под номером 5. Затем, работая в 1872 году над музыкой к драме Леконта де Лиля «Эриннии» (поставлена годом позже), Массне переложил Элегию для виолончели; при постановке пьесы элегия исполнялась во втором акте и представляла собой грустную песню Электры; в 1876 году Массне опубликовал весь цикл музыки к драме де Лиля в переложении для большого симфонического оркестра. Наконец, к этой мелодии известным французским либреттистом и постоянным соавтором Массне Луи Галле был написан текст (Ô, doux printemps d’autrefois), и, таким образом, возникла вокальная версия (позднее на те же слова Галле написал свой романс также Чарльз Айвз). В дальнейшем появилось множество иных аранжировок — например, переложение для гитары Жака Боша.
По заказу русского певца Фёдора Шаляпина был написан (по-видимому, А. Сантагано-Горчаковой) русский вариант текста, лишь в самых общих чертах напоминающий оригинал Галле. В России, да и в остальном мире, это произведение известно, прежде всего, именно благодаря записи в исполнении Шаляпина. Как состязание с Шаляпиным расценивает, в частности, современный критик исполнение этого произведения певицей Монсеррат Кабалье:

Ценителям серьёзной музыки хорошо известна «Элегия» Массне в исполнении знаменитого русского баса. Кабалье же предложила свою трактовку этого произведения. «Нежная грусть, изящная меланхолия, оттенённая звуковыми 'вуалями', и ко всему этому — лёгкий привкус салонности», — так комментирует «Элегию» Массне в исполнении Монтсеррат Кабалье один из российских искусствоведов. «У Шаляпина — всё иное, всё совсем по-другому. Никакой грусти, только страсть и экспрессия, ни малейшего намёка на 'салонность'». Кто же прав — почивший в Бозе Фёдор Шаляпин, гениально интерпретировавший партитуру Массне, или ныне здравствующая Монтсеррат Кабалье, не пожелавшая в подражание гению извлекать из салонно-лирической пьесы жгучие драматические страсти? Думается, что однозначно на этот вопрос сможет ответить только полный дилетант.

В то же время Элегию Массне записали также Энрико Карузо (1913), Мариан Андерсон, Джузеппе ди Стефано, Роза Понсель, Альфредо Краус, Николай Гедда, Арис Христофеллис, Пласидо Доминго и другие исполнители.
Элегия Массне звучит во многих художественных фильмах. «Элегия Массне» — также название новеллы русского писателя Александра Житинского (1984).